# イングランドの大都市バラ
大都市バラ（だいとしバラ、metropolitan borough）は、都市州に区分されるイングランドの行政区画。1972年地方自治法制定により2年後の1974年に設立された。法律上の名称は「大都市ディストリクト（metropolitan district）」であるが、全ての自治体がバラ・ステータス（またはシティ・ステータス）を有しているため、大都市バラと呼ばれている。権限においては1985年に設立された単一自治体と類似点が多いが、大都市バラには合同行政機構という市街地全域をカバーする自治体が存在するため、これと権限の調整が行われている。

## 歴史

### ロンドン大都市バラ（1900年ー1965年）
大都市バラという名称が初めて利用されたのは、1900年から1965年までカウンティ・オブ・ロンドンに存在した行政区画である。当時28の大都市バラが存在したが、1965年にロンドン特別区に再編され、カウンティ・オブ・ロンドンもグレーター・ロンドンに置き換えられた。

### 現在の大都市バラ
1974年、グレーター・ロンドン以外の大都市地域を担当するために大都市バラが設立され、カウンティ・バラ、都市バラ、都市ディストリクト、地方ディストリクトが置き換えられた。
大都市ディストリクトにはかつて上位に大都市カウンティ・カウンシルがあり、2層構造を形成していた。非都市ディストリクトとの違いはその権限の大きさである。大都市ディストリクトは独自の教育委員会を有しており、公共サービスの提供や図書館の運営を行なっていた。一方で当時の非都市ディストリクトはこれらの権限を有していなかった。
1986年、前年に制定された地方自治法によって大都市カウンティ・カウンシルは廃止され、その多くの権限が大都市バラへ移行された。その一方で公共交通機関の運営や消防・警察・ごみ収集などは合同の行政機構が担当することとなった。

## 大都市バラの一覧
以下の表に記載の通り36の大都市バラが存在する。
| 大都市カウンティ           | 英称               | 大都市ディストリクト                                                                                                   | 数 | カウンティ人口（人） |
| -------------------------- | ------------------ | --- | -- | -------------------- |
| マージーサイド             | Merseyside         | リヴァプール、ノーズリー、セント・ヘレンズ、セフトン、ウィラル                                                         | 5  | 1,365,000            |
| グレーター・マンチェスター | Greater Manchester | マンチェスター、ボルトン、オールダム、ロッチデール、サルフォード、ストックポート、テームサイド、トラフォード、ウィガン | 10 | 2,573,200            |
| サウス・ヨークシャー       | South Yorkshire    | シェフィールド、バーンズリー、ドンカスター、ロザラム                                                                   | 4  | 1,290,000            |
| タイン・アンド・ウィア     | Tyne and Wear      | ニューカッスル・アポン・タイン、ゲーツヘッド、サウス・タインサイド、ノース・タインサイド、サンダーランド               | 5  | 1,299,000            |
| ウェスト・ミッドランズ     | West Midlands      | バーミンガム、コヴェントリー、ダドリー、サンドウェル、ソリフル、ウォルソール、ウルヴァーハンプトン                     | 7  | 2,916,458            |
| ウェスト・ヨークシャー     | West Yorkshire     | リーズ、ブラッドフォード、カルダーデール、カークリーズ、ウェイクフィールド                                             | 5  | 2,161,200            |